# Kinga Dunikowska
Kinga Dunikowska (ur. w 1974) – polska artystka; zajmuje się rysunkiem, rzeźbą, instalacją, filmem artystycznym. Pracuje i mieszka w Berlinie i Krakowie. W 1994 r. rozpoczęła studia na kierunkach historia sztuki, filozofia i anglistyka na Uniwersytecie Fryderyka Wilhelma w Bonn. W latach 1995–2001 studiowała w Kunstakademie Münster w pracowni Reinera Ruthenbecka i Kathariny Fritsch.

## Wystawy
Realizacje Kingi Dunikowskiej były prezentowane podczas wystaw indywidualnych, m.in.:
2009
- NEW, THE GLASSHOUSE, podczas Art Summer Tel Aviv, Tel Aviv, Israel
- First of all Pleasures, brot.undspiele Galerie, Berlin, Niemcy

2008
- Behind the Mirror, Galeria Foto-Medium-Art, Kraków, Polska

2006
- ...and maybe I‘ll love you, brot.undspiele Galerie, Berlin, Niemcy

2002
- A Breeze of Fortune, Centrum Rzeźby Polskiej, Oronsko, Polska
- Happy End, Kunstverein Gelsenkirchen, Niemcy (K)
- ...a rose is..., Galeria Potocka, Kraków, Polska (K)

2001
- The temple of Ra – or – The eyes of Dr. T.J. Eckleburg, Wewerka Pavillon, Münster, Niemcy (K)
- Baby, You can Drive My Car, Kunstakademie Münster, Münster, Niemcy
- Magic Garden, Heidelberger Kunstverein, Heidelberg, Niemcy (K)

oraz zbiorowych, m.in.
2009
- Szczyt Bohaterow, Bunkier Sztuki & Muzeum Witrazu, Kraków, Polska

2008
- NOW! Artists of Foto-Medium-Art gallery, Mazowieckie Centrum Sztuki Współczesnej „Elektrownia“, Radom, Polska
- Hippodromo 610, San Juan, Puerto Rico

2007
- 30th anniversary show, Galeria Foto-Medium-Art, Kraków, Polska
- privatsphaere, brot.undspiele Galerie, Berlin, Niemcy

2006
- spiel.06 Editionen, brot.undspiele Galerie, Berlin, Niemcy

2005
- Installationsfoto, brot.undspiele Galerie, Berlin, Niemcy
- spiel.01: Kinga Dunikowska, Natalia LL, brot.undspiele Galerie, Berlin, Niemcy

2004
- Ladnie? O ladnym..., Mlyn nr 2 Ziarno, Kraków, Polska (K)
- Privatgrün 2004 – Hausgarten, Kunst im privaten Raum, 55 Interventionen, Sculpture in public sapce, Kunstraum Fuhrwerkswaage, Kolonia, Niemcy (K)
- Affinités électives, Centre d’art contemporain (Centre for Contemporary Art), Cimaise et Portique, Albi, Francja (K)

2002
- Chat, Westfälischer Kunstverein, Münster, Niemcy
- Traumhaftes Münster, Stadthaus Galerie (Townhall gallery), Münster, Niemcy (K)
- Orte im Wandel – Radbod, Zeche Radbod, Hamm, Niemcy (K)

2001
- direttissima, Ausstellung im öffentlichen Raum (exhibition in public space), Münster, Niemcy (K)

2000
- ®klasse, Künstlerhaus Dortmund, Dortmund, Niemcy (K)
- mit Sicherheit. Im Zeichen der Burg, Tecklenburg, Niemcy
- Damensalon, 744, Münster, Niemcy (K)

1999
- schöne Frauen machen schöne Kunst, Kulturzentrum c.u.b.a., Münster, Niemcy

## Galeria zdjęć

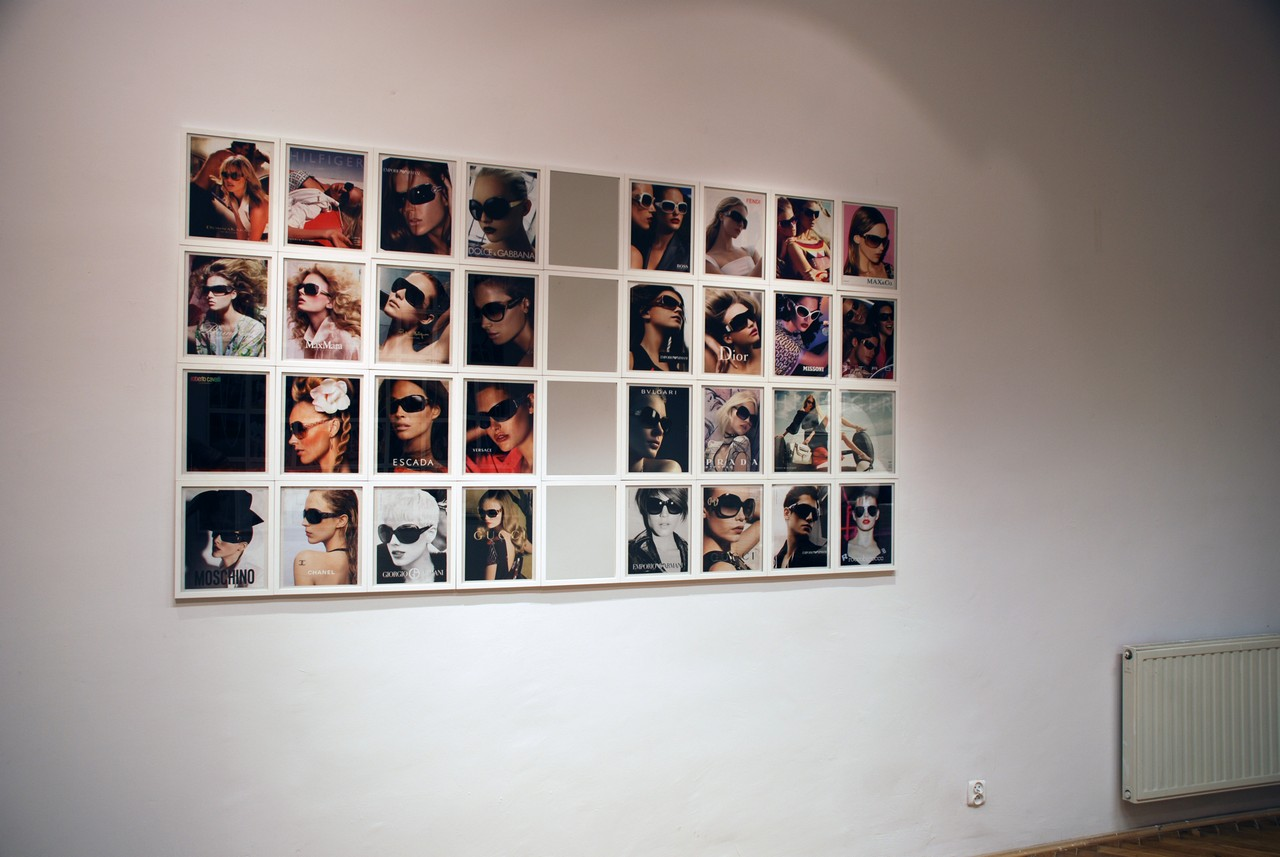
Kinga Dunikowska, alfa-beta-gamma-delta-epsilon, 2007
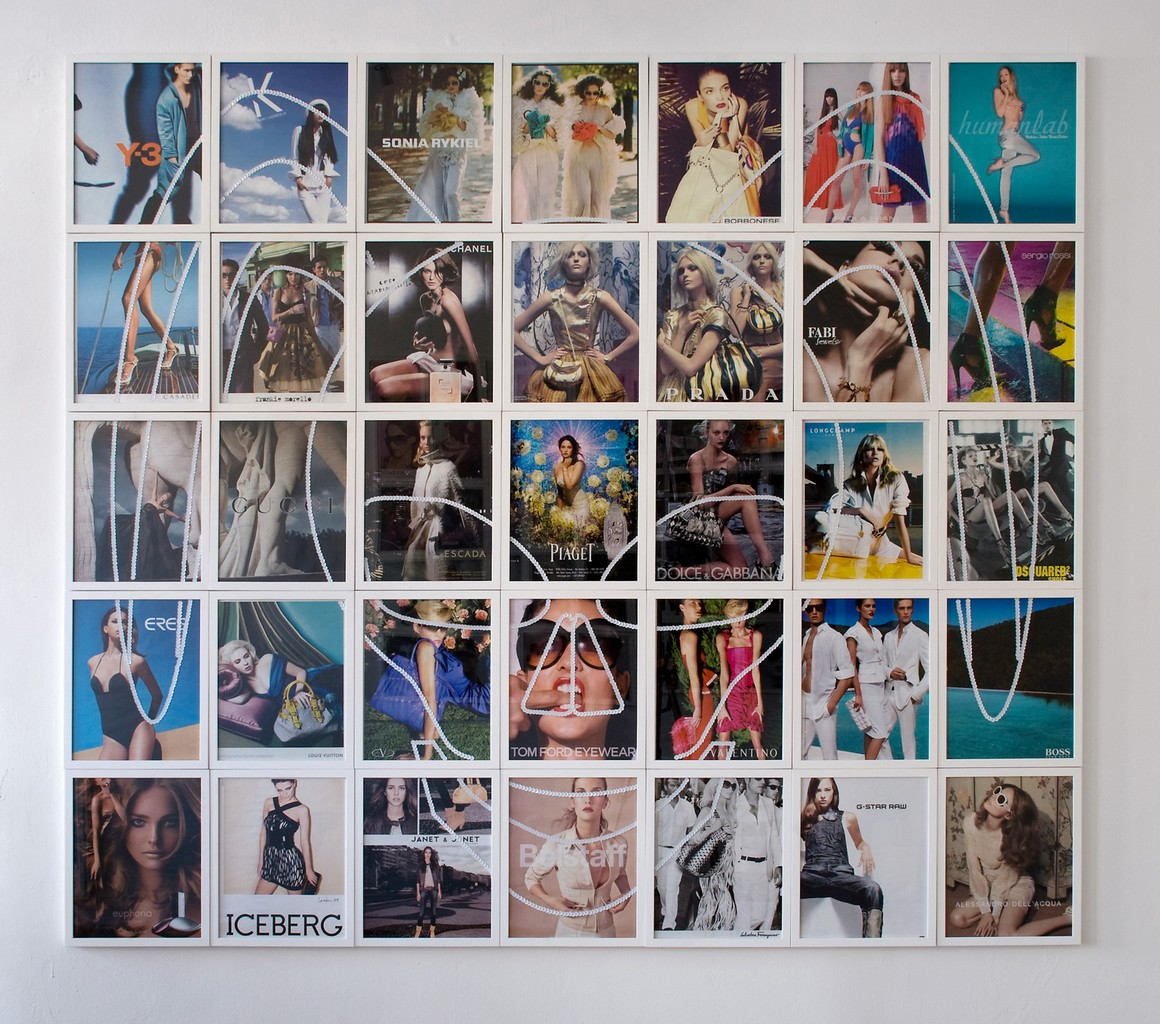
Kinga Dunikowska, Death Rabbit, 2007.
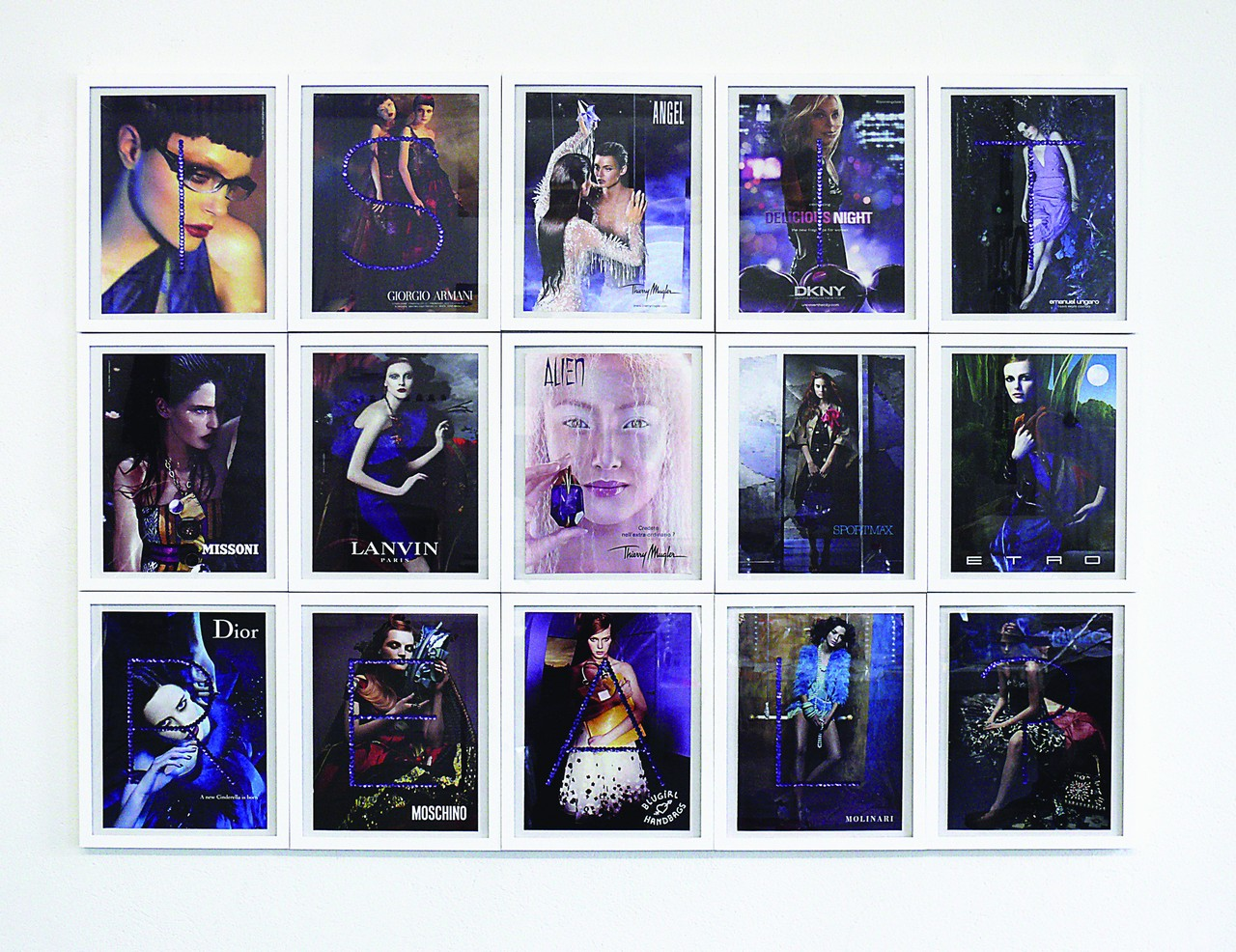
Kinga Dunikowska, Is It Real, 2009
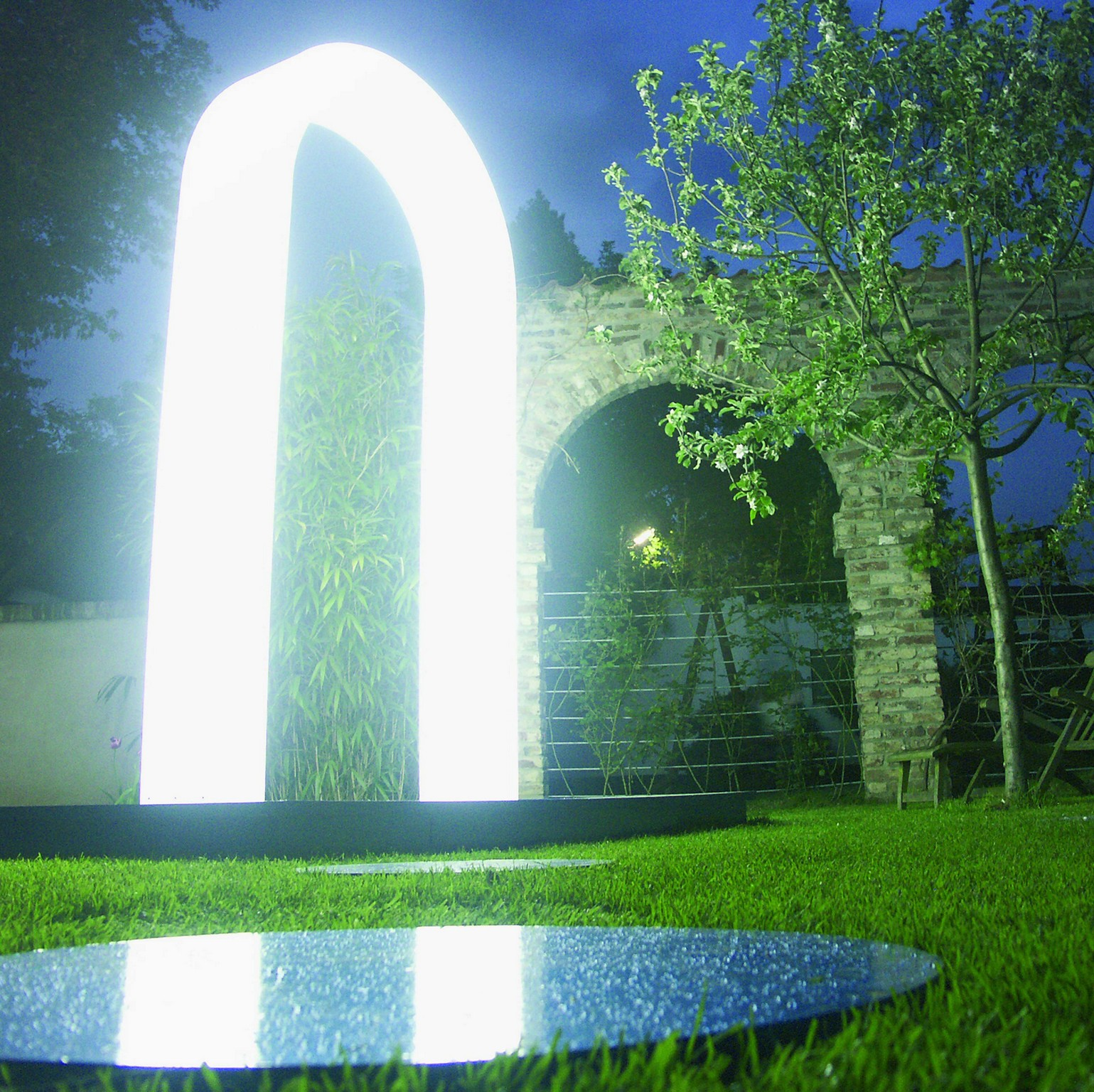
Kinga Dunikowska, Knocking On Heaven's Door, 2004
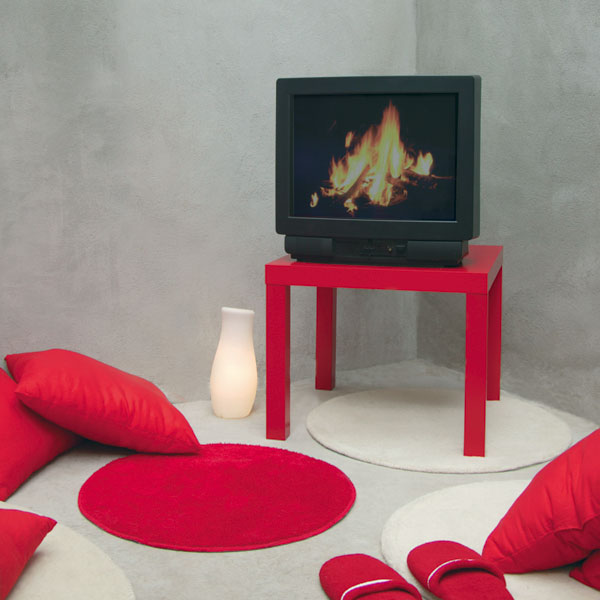
Kinga Dunikowska, Knocking On Heaven's Door, 2004
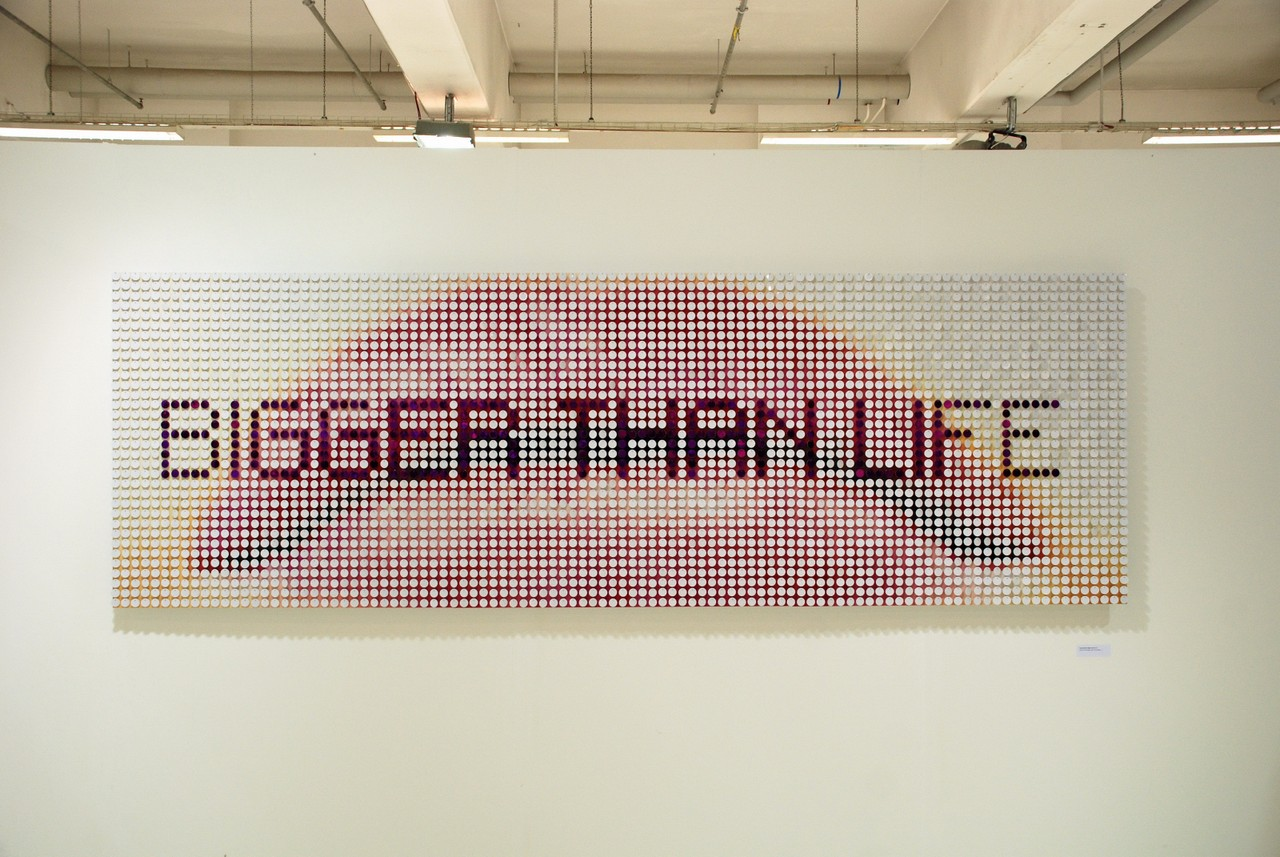
Kinga Dunikowska, Bigger Than Life, 2007
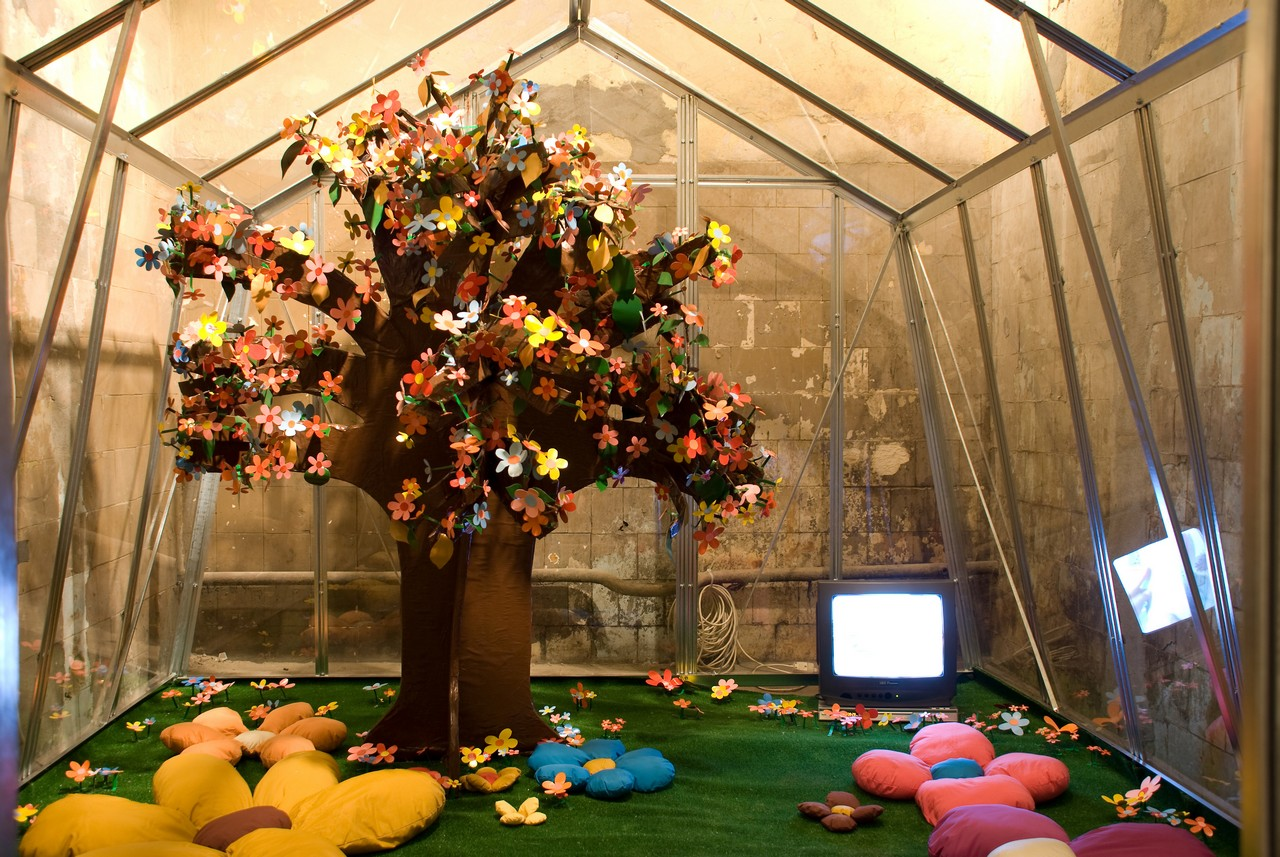
Kinga Dunikowska, Magic Garden, 2001

## Prace
- Galeria Foto-Medium-Art